# Södra Åkarp
Södra Åkarp är en bebyggelse i Vellinge kommun  belägen på Söderslätt  nordöst om Vellinge i Södra Åkarps socken i Skåne. 
I centrum ligger Södra Åkarps kyrka som till största del uppfördes 1887-1888.
Öster om kyrkan har sedan 1990 en separat småort avgränsats Södra Åkarp (småort), av SCB benämnd Södra Åkarp. 
Sydväst om kyrkan ligger  ett nyuppfört bostadsområde som till 2023 av SCB klassades som en del av tätorten Vellinge men från 2023 som en separat tätort.